# 에코파워 스타디움
에코파워 스타디움(영어: Eco-Power Stadium)은 잉글랜드 사우스요크셔주 동커스터에 위치한 다목적 경기장으로 수용 인원은 15,231명이다. 축구 클럽 동커스터 로버스 FC, 럭비 클럽 동커스터 RLFC, 여자 축구 클럽 동커스터 로버스 벨즈 LFC의 홈 구장으로 사용되고 있다.
이 경기장에서 최초로 열린 경기는 2006년 12월 27일에 열린 동커스터와 셰필드 이글스의 럭비 리그 경기이다. 2007년 8월 3일 동커스터 로버스는 맨체스터 유나이티드 XI(Manchester United XI)과 경기장 개장 기념 경기를 개최했는데 경기장에 입장한 관중 수는 13,080명이었다. 이 경기는 맨체스터 유나이티드가 2-0으로 승리했다.